# Tragocephala viridipes
Tragocephala viridipes är en skalbaggsart som beskrevs av Stefan von Breuning 1947. Tragocephala viridipes ingår i släktet Tragocephala och familjen långhorningar.
Artens utbredningsområde är Angola. Inga underarter finns listade i Catalogue of Life.